# Ducado de Montmorot
El ducado de Montmorot es un título nobiliario francés, concedido por el rey Luis Felipe I de Orleans en el año 1847 a Agustín Fernando Muñoz y Sánchez.

## Duques de Montmorot
|                                       | Titular                               | Periodo                               |
| Creación por Luis Felipe I de Orleans | Creación por Luis Felipe I de Orleans | Creación por Luis Felipe I de Orleans |
| ------------------------------------- | ------------------------------------- | ------------------------------------- |
| i                                     | Agustín Fernando Muñoz y Sánchez      | 1847-1873                             |
| ii                                    | Fernando María Muñoz y Borbón         | 1873-1910                             |
| iii                                   | Fernando Muñoz y Bernaldo de Quirós   | 1911-1913                             |
| iv                                    | Fernando Muñoz y Canga-Argüelles      | 1917-1925                             |
| v                                     | José Bernardo Muñoz y Acebal          | 1955-2008                             |

## Historia de los duques de Montmorot
La lista de sus titulares es la que sigue:
- Agustín Fernando Muñoz y Sánchez (Tarancón,[2] 4 de mayo de 1808, bautizado en la iglesia de Nuestra Señora de la Asunción, Tarancón, el 6 de mayo de 1808-El Havre, 11 o 13 de septiembre de 1873), i duque de Riánsares, i marqués de San Agustín (desde 1846), i duque de Montmorot y par de Francia (título no reconocido en España), teniente general de los Reales Ejércitos, caballero de la Insigne Orden del Toisón de Oro, caballero de gran cruz de la Real y Distinguida Orden Española de Carlos III, caballero de la Real Maestranza de Caballería de Granada, senador del Reino, etc. Era hijo de Juan Antonio Muñoz y Funes, i conde de Retamoso, caballero de la Orden de Santiago, y de su esposa Eusebia Sánchez y Ortega.

Casó el 28 de diciembre de 1833 con la reina regente María Cristina de Borbón-Dos Sicilias en una ceremonia religiosa celebrada en la capilla de Palacio Real de Madrid con carácter secreto, aunque con conocimiento del gobierno y de algunos miembros de la Corte. Él era un joven Guardia de Corps de servicio en Palacio, y la esposa aún no llevaba tres meses viuda del Rey Fernando VII. Esta unión secreta pronto fue vox pópuli, ya que los numerosos alumbramientos de la reina no se pudieron ocultar. El 18 de marzo de 1876 le sucedió su hijo:
- Fernando María Muñoz y Borbón[3] (Madrid, 27 de abril de 1838-Somió, 7 de diciembre de 1910), ii duque de Riánsares. Poseía desde joven varios títulos más, pues la Reina Isabel II, su hermana uterina, le había creado i conde de Casa Muñoz en 1848 y i vizconde de la Alborada en 1849, y además en 1855 sucedió como ii duque de Tarancón y ii vizconde de Rostrollano por fallecimiento de su hermano mayor Agustín María Raimundo Fernando Longinos Muñoz y Borbón, y en 1873 como ii duque de Riánsares, ii marqués de San Agustín y ii duque de Montmorot, par de Francia por fallecimiento de su padre.

Casó el 11 de septiembre de 1861 en la iglesia de San Tirso el Real de Oviedo, con Eladia Bernaldo de Quirós y González de Cienfuegos (bautizada en la iglesia de San Tirso el Real, Oviedo, el 18 de febrero de 1839-Somió, 31 de marzo de 1909), hija de José María Bernaldo de Quirós y Llanes Campomanes, vii marqués de Campo Sagrado, diputado a Cortes, senador del reino y gran cruz de la Real y Distinguida Orden Española de Carlos III, y de su esposa y prima segunda María Josefa Antonia González de Cienfuegos y Navia Osorio, hija de los condes de Marcel de Peñalba, señores de Allande. El 19 de julio de 1911 le sucedió su hijo:
- Fernando Muñoz y Bernaldo de Quirós[4] (Somió, 2 de marzo de 1864-Madrid, 30 de marzo de 1913), iii duque de Riánsares, iii marqués de San Agustín, iii vizconde de Rostrollano.

Casó con Ana de Canga-Argüelles y López-Dóriga (Madrid, 26 de febrero de 1868-23 de agosto de 1942), hija del acaudalado industrial José María de Canga-Argüelles y Villalba (Granada, 1828-Madrid, 19 de octubre de 1898), ii conde de Canga-Argüelles, diputado a Cortes, senador del reino vitalicio, y de su esposa Joaquina López-Dóriga y Bustamante, natural de Santander. El 21 de abril de 1917 le sucedió su hijo:
- Fernando Muñoz y Canga-Argüelles(Alcalá de Henares, 8 de enero de 1894-Torrevieja, 11 de agosto de 1925), iv duque de Riánsares y iv duque de Montmorot, par de Francia, que murió soltero y sin descendientes. El 19 de julio de 1955 le sucedió su sobrino paterno, hijo único de su hermano Juan Muñoz y Canga-Argüelles, iv marqués de San Agustín, y de su esposa Filomena Acebal y Muñoz:

- José Bernardo Muñoz y Acebal(Somió, 18 de agosto de 1923-Madrid, 17 de septiembre de 2008), v duque de Riánsares, V marqués de San Agustín y v duque de Montmorot, par de Francia, título que quedó extiguido con su muerte como último varón descendiente por varonía del primer titular.